# Silvia Josefina Cortés Martín
Silvia Josefina Cortés Martín (Valladolid, 11 de junio de 1962) es una diplomática e historiadora española. Fue embajadora de España ante Albania (2014-2017) y Ucrania (2017-2022).

## Biografía
Se licenció en Historia Moderna (1992), e ingresó en la carrera diplomática. Sus primeros destinos diplomáticos la llevaron a las representaciones diplomáticas españolas en Israel, Alemania, el Secretariado General de la Organización del Tratado del Atlántico Norte (OTAN) y en la Misión Permanente de España ante la Organización de las Naciones Unidas (ONU).
Posteriormente fue Vocal Asesora del Gabinete del Presidente del Gobierno de España y ha sido Subdirectora General de Países de la Unión Europea (2012).
Fue embajadora del Reino de España en Albania (2014 -2017), y embajadora del Reino de España en Ucrania (2017-2022).
El viernes 25 de febrero de 2022, fue evacuada hacia Polonia por un convoy protegido por efectivos de los GEO junto con buena parte del cuerpo diplomático y un centenar de ciudadanos españoles de Kiev, ante el avance de las tropas rusas en la invasión a Ucrania.
En enero de 2025 fue ascendida a la categoría de Ministra Plenipotenciario de segunda clase.